# Nikolaj Hartz
Nikolaj Eeg Kruse Hartz, född 23 augusti 1867 i Randers, död 7 maj 1937 på Frederiksberg, var en dansk geolog och botaniker
Hartz blev student 1885, mag.scient. 1895 och disputerade för doktorsgraden 1909. Han deltog som botaniker i olika expeditioner till Väst- och Östgrönland (1889, 1890, 1891-92) och var 1900 vetenskaplig ledare för Carlsbergfondets expedition till Östgrönland. Från dessa resor föreligger olika berättelser, publicerade i "Meddelelser om Grønland", en större framställning: Østgrønlands vegetationsforhold (1895), och Planteforsteninger fra Cap Stewart i Østgrønland (1896). 
År 1896 anställdes Hartz vid Danmarks geologiske undersøgelse (DGU) med särskilt uppdrag att undersöka växtresterna i mossar (och andra jordlager) och därmed relaterade förhållanden. I av DGU utgivna skrifter publicerade han Danske diatoméjordaflejringer (tillsammans med Ernst Østrup, 1899) och Bidrag til Danmarks senglaciale flora og fauna (1902). Hans huvudarbete är Bidrag til Danmarks tertiære og diluviale flora (1909, doktorsavhandling) med detaljerade undersökningar av brunkolens flora och deras utbredning på Jylland samt av flora (och fauna) i en mängd av honom upptäckta interglaciala torvmossar på Sydjylland, särskilt i Brørupsområdet, samtliga från den senaste interglacialperioden i de ifrågavarande områdena.
Resultatet av talrika mindre undersökningar finns dessutom spridda i andra av institutionens skrifter. Även i Botanisk Forenings tidskrift, i "Meddelelser fra Dansk geologisk forening" samt i olika utländska i geografiska, botaniska och geologiska tidskrifter publicerade han åtskilliga avhandlingar, däribland Dulichium spathaseum, Pers., en nordamerikansk cyperacé i danske interglaciale moser (1904).
År 1913 tog Hartz avsked från DGU och blev prokurist i sin brors affärsverksamhet i Köpenhamn, Standard Mønsterforretning, där han tidigare hade varit anställd. År 1919 blev han meddirektør i samma firma, som då ombildades till Marius Hartz A/S. Han blev korresponderande ledamot av Svenska sällskapet för antropologi och geografi 1901.